# Союз-37
Союз-37 — радянський космічний корабель (КК) серії «Союз», типу Союз 7К-Т. Серійний номер 53. Реєстраційні номери: NSSDC ID: 1980-064A; NORAD ID: 11905. Тринадцятий політ до орбітальної станції Салют-6; одинадцяте успішне стикування. Старт з шостим міжнародним екіпажем за програмою Інтеркосмос, екіпажем сьомих відвідин (ЕП-7): Горбатко/Туан; посадка з четвертим основним екіпажем (ЕО-4): Попов/Рюмін.

## Параметри польоту
- Маса корабля — 6800 кг
- Нахил орбіти — 51,61°
- Орбітальний період — 89,12 хвилини
- Перигей — 197,8 км
- Апогей — 293,1 км

## Екіпаж

### Стартовий
- Основний

Командир ЕП-7 Горбатко Віктор Васильович
Космонавт-дослідник ЕП-7 Фам Туан
- Дублерний

Командир ЕП-7 Биковський Валерій Федорович
Космонавт-дослідник ЕП-7 Буй Тан Лім

### Посадковий
Командир ЕО-4 Попов Леонід Іванович
Бортінженер ЕО-4 Рюмін Валерій Вікторович

## Хронологія польоту
Скорочення в таблиці: ПСП — передній стикувальний порт; ЗСП — задній стикувальний порт 
Позначення на схемах: S6 — орбітальна станція «Салют-6»; F — корабель типу «Союз»; P — корабель типу «Прогрес»
| Дата       | Час (UTC) | Подія | Схема                      |
| ---------- | --------- | --- | -------------------------- |
| 1980 рік   |           | |                            |
| 23 липня   | 18:33:03  | З космодрому Байконур ракетою-носієм Союз-У (11А511У) запущено КК Союз-37 з ЕП-7 (Горбатко/Туан)                                             | Салют-6+Союз-36            |
| 24 липня   | 20:02     | Стикування КК Союз-37 з ЕП-7 до ЗСП комплексу Салют-6 — Союз-36 Екіпаж станції після стикування: Попов/Рюмін/Горбатко/Туан (ЕО-4 і ЕП-7)     | Союз-37+Салют-6+Союз-36    |
| 31 липня   | 11:55     | Відстикування КК Союз-36 з ЕП-7 від ПСП комплексу Салют-6 — Союз-37 Екіпаж станції після відстикування: ЕО-4 (Попов/Рюмін)                   | Союз-37+Салют-6            |
| 31 липня   | 14:30?    | Гальмівний імпульс КК Союз-36 | Союз-37+Салют-6            |
| 31 липня   | 15:15:02  | Посадка КК Союз-36 | Союз-37+Салют-6            |
| 1 серпня   | 16:43     | Відстикування КК Союз-37 з ЕО-4 (Попов/Рюмін) від ЗСП станції Салют-6. Станція знелюдніла.                                                   | Салют-6                    |
| 1 серпня   | 17:13     | Стикування КК Союз-37 до ПСП станції Салют-6. Екіпаж станції після стикування: Попов/Рюмін (ЕО-4).                                           | Союз-37+Салют-6            |
| 18 вересня | 19:11:03  | З космодрому Байконур ракетою-носієм Союз-У (11А511У) запущено КК Союз-38 з ЕП-8 (Романенко/Мендес)                                          | Союз-37+Салют-6            |
| 19 вересня | 20:49     | Стикування КК Союз-38 з ЕП-8 до ЗСП комплексу Салют-6 — Союз-37. Екіпаж станції після стикування: Попов/Рюмін/Романенко/Мендес (ЕО-4 і ЕП-8) | Союз-37+Салют-6+Союз-38    |
| 26 вересня | 12:35     | Відстикування КК Союз-38 з ЕП-8 від ЗСП комплексу Салют-6 — Союз-37 Екіпаж станції після відстикування: ЕО-4 (Попов/Рюмін)                   | Союз-37+Салют-6            |
| 26 вересня | 15:10?    | Гальмівний імпульс КК Союз-38 | Союз-37+Салют-6            |
| 26 вересня | 15:54:27  | Посадка КК Союз-38 | Союз-37+Салют-6            |
| 28 вересня | 15:09:55  | З космодрому Байконур ракетою-носієм Союз-У (11А511У) запущено КК Прогрес-11                                                                 | Союз-37+Салют-6            |
| 30 вересня | 17:03     | Стикування КК Прогрес-11 до ЗСП комплексу Салют-6 — Союз-37                                                                                  | Союз-37+Салют-6+Прогрес-11 |
| 11 жовтня  | 06:32     | Відстикування КК Союз-37 з ЕО-4 (Попов/Рюмін) від ПСП комплексу Салют-6 — Прогрес-11. Станція знелюдніла                                     | Салют-6+Прогрес-11         |
| 11 жовтня  | 09:05?    | Гальмівний імпульс КК Союз-37 | Салют-6+Прогрес-11         |
| 11 жовтня  | 09:49:57  | Посадка КК Союз-37 | Салют-6+Прогрес-11         |